# Certamen Ciceronianum Arpinas
Het Certamen Ciceronianum Arpinas is een internationale wedstrijd in het vertalen van Latijn voor leerlingen van het laatste jaar middelbaar onderwijs, die sinds 1980 jaarlijks wordt gehouden in Arpino, de geboortestad van Cicero.

## De organisatie
Het evenement, dat plaatsvindt onder de bescherming van de president van de republiek, duurt drie dagen, beginnende op een vrijdag halverwege de maand mei, en wordt georganiseerd door het Centro Studi Umanistici Marco Tullio Cicerone. De proef vindt plaats in het befaamde Liceo-Ginnasio Tulliano. Leerlingen in de klassieke talen uit het secundair/voortgezet onderwijs over heel de wereld zijn toegelaten.

## Verloop en bedoeling van het Certamen
De wedstrijd verloopt in de vorm van een schriftelijk tentamen, waarvoor de deelnemers vijf uur de tijd krijgen. Ze moeten een originele tekst van Cicero van circa 200 woorden in hun moedertaal vertalen en hem (eveneens in hun moedertaal) becommentariëren. Dit verloop is enigszins vergelijkbaar met een schriftelijk proefwerk van het vak Latijn.
Het eigenlijke Certamen, dat zich op één dag voltrekt, gaat gepaard met een reeks van culturele evenementen: conferenties en congressen over de Latijnse taal en letterkunde, seminars van onderzoekers, concerten, tentoonstellingen en rondleidingen, die van Arpino even een internationaal centrum voor de verbreiding van de algemene cultuur maken. De slotceremonie van de manifestatie wordt zondagmorgen gehouden op de Piazza Municipio (het Gemeenteplein) en eindigt met de prijsuitreiking aan de winnaars van het "Certamen".
Naast de verbreiding van de kennis van het Latijn en de aanmoediging van leerlingen die deze oude taal bestuderen, stelt het Certamen zich ook tot doel de contacten tussen leerlingen uit verschillende delen van de wereld te versterken. In 2008 namen er bijvoorbeeld 498 leerlingen uit 16 Europese landen deel.